# Сабало (газоконденсатне родовище)
Сабало (Сан Антоніо) — газоконденсатне родовище на півдні Болівії у департаменті Тариха. Станом на початок 2010-х років найбільше за розмірами підтверджених запасів в історії країни.

## Характеристика
Було відкрите у 1998 році, практично одночасно з іншими великими родовищами департаменту — Маргарита та Ітау. На початку 2000-х років запаси згаданих болівійських родовищ оцінювались надзвичайно оптимістично, зокрема із Сабало розраховували отримати 148 млрд.м3, а за деякими джерелами навіть вдвічі більше. Втім, на початку 2010-х додатковий аудит, проведений компанією Ryder Scott, визначив підтверджені запаси Сабало у значно меншій сумі — 101 млрд.м3. Проте оскільки оцінка інших родовищ понизилась ще більше, Сабало перемістилось з четвертого на перше місце в Болівії, залишившись при цьому класифікованим у розряді гігантських.
Розробку родовища провадить консорціум, у якому провідну роль відіграє бразильська Petrobras. Введення Сабало в експлуатацію відбулось надзвичайно швидко — вже у листопаді 2002 року тут запрацювала перша черга газопереробного заводу. У 2012 році після запуску третьої черги ГПЗ та спорудження свердловини SBL-7 обсяги виробництва на блоці Сан-Антоніо перевищили 6 млрд.м3 у річному виразі. Очікувалось буріння додаткових свердловин та подальше нарощування видобутку.
Продукція родовища перш за все призначається для експорту до Бразилії. Її транспортування відбувається спочатку на північ по внутрішньоболівійському газопроводу Gasyrg, а потім по експортному трубопроводу GASBOL.
Також можна відзначити, що видобуток конденсату на Сабало забезпечував більш ніж третину виробництва рідких вуглеводнів у Болівії (станом на 2010 рік).